# 韩伟力
韩伟力（1975年8月—）是一位中国地球学家，计算机科学家。复旦大学教授。

## 生平
1998年毕业于中国科技大学，获地球化学专业、计算机软件专业学士学位；2003年在浙江大学获得计算机专业博士学位。同年进入复旦大学软件学院任教。现任复旦大学软件学院副院长。

## 争议
2013年1月，韩伟力在复旦大学论坛上发帖寻找研究防火长城（俗称“GFW”）的博士生，结果与回帖者展开了一场辩论。在帖子中，韩伟力举例为GFW项目组辩解，称科学家为政客提供相关技术无可厚非。经微博传播并被媒体报道后引发热议。